# Oxyurichthys ophthalmonema
Oxyurichthys ophthalmonema är en fiskart som först beskrevs av Bleeker, 1856-57.  Oxyurichthys ophthalmonema ingår i släktet Oxyurichthys och familjen smörbultsfiskar. Inga underarter finns listade i Catalogue of Life.